# Семики
Семики — деревня в Нелидовском городском округе Тверской области.

## География
Находится в юго-западной части Тверской области у восточной окраины города Нелидово.

## История
На карте 1941 года отмечена как поселение с 26 дворами. До 2018 года входила в состав ныне упразднённого Нелидовского сельского поселения.

## Население
Численность населения: 33 человека (русские 100 %) в 2002 году, 43 в 2010.